# シアター・ディストリクト (ニューヨーク)
座標: 北緯40度45分24秒 西経73度59分11秒 / 北緯40.75659度 西経73.98626度

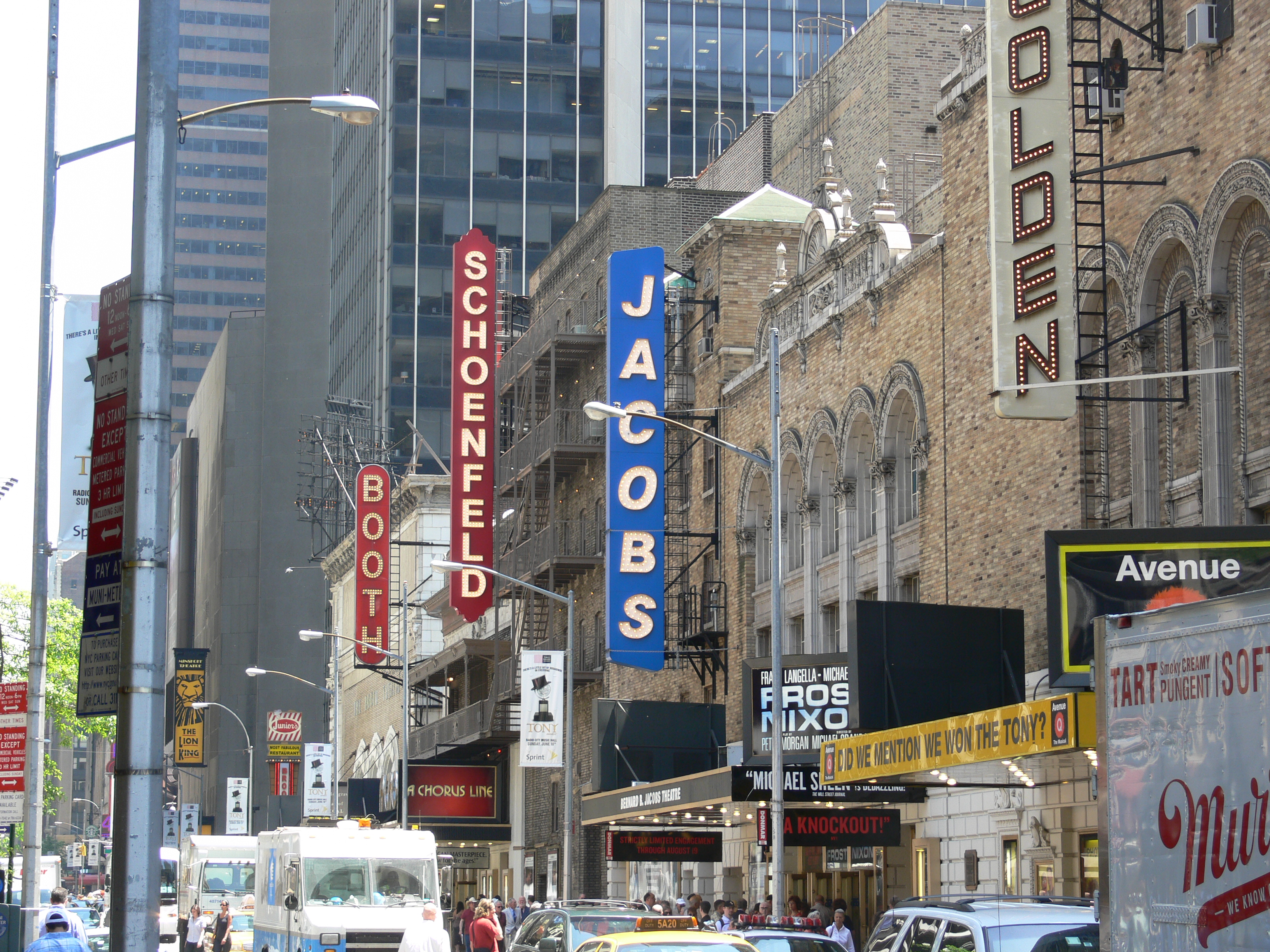
西45丁目にある5つのブロードウェイ・シアター

シアター・ディストリクト（英語: Theatre District）は、劇場、映画館、レストラン、ホテル、娯楽施設、ほとんどのブロードウェイ・シアターが位置するミッドタウン・マンハッタンの一地区。

## 概要
この地区は、40丁目から54丁目、6番街の西から8番街の東まで及び、タイムズスクエアを含んでいる。ニューヨーク市は、8番街の西の42丁目から45丁目までのエリアを加え、40丁目から57丁目、6番街から8番街に拡大し、「シアター・サブディストリクト」を定義している。シアター・ディストリクトの改善を行っている改善地区組織のタイムズスクエア連合は、範囲は、40丁目から54丁目、6番街の東から8番街の西であると定義している。グレート・ホワイト・ウェイは、シアター・ディストリクトを通るブロードウェイの一部に冠せられる名称である。
公式ではないが、多くのオフ・ブロードウェイやオフ・オフ・ブロードウェイ・シアターを含む、42丁目に面し、9番街から11番街にかけての地域、シアター・ロウも、シアター・ディストリクトの拡張と考えられる場合がある。
タイムズ・スクエアを中心にミュージカルの劇場（シアター）が多く見られるいわゆるブロードウェイ・エリアはここである。以前はポルノ・ショップや観光客向けのまがいものを売る店が多く存在したこともあったが、1980年代後半以降に急速に浄化が進み観光客向けの施設なども多く設けられ、夜でも比較的安全な地域となった。